# Степанська волость (Канівський повіт)
Степанська волость — історична адміністративно-територіальна одиниця Канівського повіту Київської губернії з центром у селі Степанці.
Станом на 1886 рік складалася з 8 поселень, 7 сільських громад. Населення — 10537 осіб (5189 чоловічої статі та 5348 — жіночої), 1630 дворових господарств.
|                     | Площа, десятин | У тому числі орної, дес. |
| ------------------- | -------------- | ------------------------ |
| Сільських громад    | 6339           | 3803                     |
| Приватної власності | 11689          | 8493                     |
| Іншої власності     | 213            | 163                      |
| Загалом             | 18241          | 12459                    |

Основні поселення волості:
- Степанці — колишнє власницьке містечко при річці Росава за 15 версти від повітового міста, 2926 осіб, 574 двори, 2 православні церкви, 5 єврейських молитовних будинки, школа, лікарня, 3 постоялих двори, ренськовий погріб, 6 постоялих будинків, 60 лавок, свічковий, 2 медоварних, винокурний і бурякоцукровий заводи.
- Великий Ржавець (Полствин) — колишнє власницьке село при річці Росава, 1291 особа, 233 двори, православна церква, школа, постоялий будинок, лавка, 2 водяних млини, відділення суконної фабрики.
- Копіювата — колишнє власницьке село при річці Росава, 683 особи, 233 двори, школа, постоялий будинок.
- Малий Ржавець — колишнє власницьке село при річці Росава, 669 осіб, 133 двори, школа, постоялий будинок.
- Пилява — колишнє власницьке село при річці Росава, 475 осіб, 98 дворів, православна церква, постоялий будинок.
- Синявка — колишнє власницьке село при річці Росава, 716 осіб, 148 дворів, православна церква, школа, постоялий будинок.
- Яблунів — колишнє власницьке село, 1375 осіб, 299 дворів, православна церква, школа, лікарня, постоялий будинок, 2 лавки, бурякоцукровий завод.

Старшинами волості були:
- 1909—1910 роках — Назар Гордійович Дорошенко[2],[3];
- 1912—1915 року — Никифор Корнійович Бовшик[4],[5],[6].